# Nascar Grand National Series 1963
Nascar Grand National Series 1963 var den 15:e upplagan av den främsta divisionen av professionell stockcarracing i USA sanktionerad av National Association for Stock Car Auto Racing. Säsongen bestod av 55 race och inleddes redan 4 november 1962 på Fairgrounds Raceway i Birmingham, Alabama  och avslutades 3 november 1963 på Riverside International Raceway i Riverside i Kalifornien.
Serien vanns av Joe Weatherly i en Pontiac körandes för Bud Moore Engineering. Det var Weatherlys andra raka mästerskapstitel. Dom två framgångsrikaste bilmärkena var Ford med 23 segrar och Plymouth med 19 segrar.

## Resultat
| Nr      | Datum        | Tävling                    | Bana                                                         | Pole             | Vinnare           | Konstruktör | Start | Rapport |
| ------- | ------------ | -------------------------- | ------------------------------------------------------------ | ---------------- | ----------------- | ----------- | ----- | ------- |
| 1       | 4 november   | Race 1                     | Fairgrounds Raceway, Birmingham, Alabama                     | Jim Paschal      | Jim Paschal       | Plymouth    | 1     |         |
| 2       | 11 november  | Race 2                     | Golden Gate Speedway, Tampa, Florida                         | Rex White        | Richard Petty     | Plymouth    | 5     |         |
| 3       | 22 november  | Turkey Day 200             | Tar Heel Speedway, Randleman, North Carolina                 | Glen Wood        | Jim Paschal       | Plymouth    | 2     | Rapport |
| 4       | 20 januari   | Riverside 500              | Riverside International Raceway, Riverside, Kalifornien      | Paul Goldsmith   | Dan Gurney        | Ford        | 11    | Rapport |
| 5       | 22 februari  | Daytona 500 Qualifier #1   | Daytona International Speedway, Daytona Beach, Florida       | Fireball Roberts | Junior Johnson    | Chevrolet   | 2     | Rapport |
| 6       | 22 februari  | Daytona 500 Qualifier #2   | Daytona International Speedway, Daytona Beach, Florida       | Ned Jarrett      | Johnny Rutherford | Chevrolet   | 9     | Rapport |
| 7       | 24 februari  | Daytona 500                | Daytona International Speedway, Daytona Beach, Florida       | Fireball Roberts | Tiny Lund         | Ford        | 12    | Rapport |
| 8       | 2 mars       | Race 8                     | Piedmont Interstate Fairgrounds, Spartanburg, South Carolina | Junior Johnson   | Richard Petty     | Plymouth    | 2     |         |
| 9       | 3 mars       | Race 9                     | Asheville-Weaverville Speedway, Weaverville, North Carolina  | Junior Johnson   | Richard Petty     | Plymouth    | 3     |         |
| 10      | 10 mars      | Race 10                    | Orange Speedway, Hillsborough, North Carolina                | Joe Weatherly    | Junior Johnson    | Chevrolet   | 4     |         |
| 11      | 17 mars      | Atlanta 500                | Atlanta International Raceway, Atlanta, Georgia              | Junior Johnson   | Fred Lorenzen     | Ford        | 2     | Rapport |
| 12      | 24 mars      | Hickory 250                | Hickory Motor Speedway, Hickory, North Carolina              | Junior Johnson   | Junior Johnson    | Chevrolet   | 1     | Rapport |
| 13      | 31 mars      | Southeastern 400           | Bristol International Speedway, Bristol, Tennessee           | Fred Lorenzen    | Fireball Roberts  | Ford        | 3     | Rapport |
| 14      | 4 april      | Race 14                    | Augusta Speedway, Augusta, Georgia                           | LeeRoy Yarbrough | Ned Jarrett       | Ford        | 3     |         |
| 15      | 7 april      | Richmond 250               | Atlantic Rural Fairgrounds, Richmond, Virginia               | Rex White        | Joe Weatherly     | Pontiac     | 3     | Rapport |
| 16      | 13 april     | Greenville 200             | Greenville-Pickens Speedway, Easley, South Carolina          | Jimmy Pardue     | Buck Baker        | Pontiac     | 9     | Rapport |
| 17      | 14 april     | South Boston 400           | South Boston Speedway, South Boston, Virginia                | Ned Jarrett      | Richard Petty     | Plymouth    | 2     | Rapport |
| 18      | 15 april     | Race 18                    | Bowman Gray Stadium, Winston-Salem, North Carolina           | Richard Petty    | Jim Paschal       | Plymouth    | 3     |         |
| 19      | 21 april     | Virginia 500               | Martinsville Speedway, Ridgeway, Virginia                    | Rex White        | Richard Petty     | Plymouth    | 8     | Rapport |
| 20      | 28 april     | Gwyn Staley 400            | North Wilkesboro Speedway, North Wilkesboro North Carolina   | Fred Lorenzen    | Richard Petty     | Plymouth    | 7     | Rapport |
| 21      | 2 maj        | Columbia 200               | Columbia Speedway, Cayce, South Carolina                     | Richard Petty    | Richard Petty     | Plymouth    | 1     | Rapport |
| 22      | 5 maj        | Race 22                    | Tar Heel Speedway, Randleman, North Carolina                 | Ned Jarrett      | Jim Paschal       | Plymouth    | 3     |         |
| 23      | 11 maj       | Rebel 300                  | Darlington Raceway, Darlington, South Carolina               | Fred Lorenzen    | Joe Weatherly     | Pontiac     | 6     | Rapport |
| 24      | 18 maj       | Race 24                    | Old Dominion Speedway, Manassas, Virginia                    | Richard Petty    | Richard Petty     | Plymouth    | 1     |         |
| 25      | 19 maj       | Race 25                    | Southside Speedway, Richmond, Virginia                       | Ned Jarrett      | Ned Jarrett       | Ford        | 1     |         |
| 26      | 2 juni       | World 600                  | Charlotte Motor Speedway, Charlotte, North Carolina          | Junior Johnson   | Fred Lorenzen     | Ford        | 2     | Rapport |
| 27      | 9 juni       | Race 27                    | Fairgrounds Raceway, Birmingham, Alabama                     | Jack Smith       | Richard Petty     | Plymouth    | 2     |         |
| 28      | 30 juni      | Dixie 400                  | Atlanta International Raceway, Atlanta, Georgia              | Marvin Panch     | Junior Johnson    | Chevrolet   | 2     | Rapport |
| 29      | 5 juli       | Firecracker 400            | Daytona International Speedway, Daytona Beach, Florida       | Junior Johnson   | Fireball Roberts  | Ford        | 3     | Rapport |
| 30      | 7 juli       | Speedorama 200             | Rambi Raceway, Myrtle Beach, South Carolina                  | Richard Petty    | Ned Jarrett       | Ford        | 3     | Rapport |
| 31      | 10 juli      | Race 31                    | Savannah Speedway, Savannah, Georgia                         | Richard Petty    | Ned Jarrett       | Ford        | 2     |         |
| 32      | 11 juli      | Race 32                    | Dog Track Speedway, Moyock, North Carolina                   | Junior Johnson   | Jimmy Pardue      | Ford        | 6     |         |
| 33      | 13 juli      | Race 33                    | Bowman Gray Stadium, Winston-Salem, North Carolina           | Glen Wood        | Glen Wood         | Ford        |       |         |
| 34      | 14 juli      | Race 34                    | New Asheville Speedway, Asheville, North Carolina            | David Pearson    | Ned Jarrett       | Ford        | 5     |         |
| 35      | 19 juli      | Race 35                    | Old Bridge Stadium, Old Bridge Township, New Jersey          | Joe Weatherly    | Fireball Roberts  | Ford        | 6     |         |
| 36      | 21 juli      | Race 36                    | Bridgehampton Raceway, Bridgehampton, New York               | Richard Petty    | Richard Petty     | Plymouth    | 1     |         |
| 37      | 28 juli      | Volunteer 500              | Bristol International Speedway, Bristol, Tennessee           | Fred Lorenzen    | Fred Lorenzen     | Ford        | 1     | Rapport |
| 38      | 30 juli      | Pickens 200                | Greenville-Pickens Speedway, Easley, South Carolina          | Ned Jarrett      | Richard Petty     | Plymouth    | 7     | Rapport |
| 39      | 4 augusti    | Nashville 400              | Nashville Speedway, Nashville, Tennessee                     | Richard Petty    | Jim Paschal       | Plymouth    | 3     | Rapport |
| 40      | 8 augusti    | Sandlapper 200             | Columbia Speedway, Cayce, South Carolina                     | Richard Petty    | Richard Petty     | Plymouth    | 1     | Rapport |
| 41      | 11 augusti   | Western North Carolina 500 | Asheville-Weaverville Speedway, Weaverville, North Carolina  | Ned Jarrett      | Fred Lorenzen     | Ford        | 2     | Rapport |
| 42      | 14 augusti   | Race 42                    | Piedmont Interstate Fairgrounds, Spartanburg, South Carolina | Joe Weatherly    | Ned Jarrett       | Ford        | 2     |         |
| 43      | 16 augusti   | International 200          | Bowman Gray Stadium, Winston-Salem, North Carolina           | Junior Johnson   | Junior Johnson    | Chevrolet   | 1     | Rapport |
| 44      | 18 augusti   | Mountaineer 300            | West Virginia International Huntington, West Virginia        | Fred Lorenzen    | Fred Lorenzen     | Ford        | 1     | Rapport |
| 45      | 2 september  | Southern 500               | Darlington Raceway, Darlington, South Carolina               | Fred Lorenzen    | Fireball Roberts  | Ford        | 9     | Rapport |
| 46      | 6 september  | Buddy Shuman 250           | Hickory Motor Speedway, Hickory, North Carolina              | David Pearson    | Junior Johnson    | Chevrolet   | 7     | Rapport |
| 47      | 8 september  | Capital City 300           | Atlantic Rural Fairgrounds, Richmond, Virginia               | Joe Weatherly    | Ned Jarrett       | Ford        | 7     | Rapport |
| 48      | 22 september | Old Dominion 500           | Martinsville Speedway, Ridgeway, Virginia                    | Junior Johnson   | Fred Lorenzen     | Ford        | 2     | Rapport |
| 49      | 24 september | Race 49                    | Dog Track Speedway, Moyock, North Carolina                   | Joe Weatherly    | Ned Jarrett       | Ford        | 2     |         |
| 50      | 29 september | Wilkes 250                 | North Wilkesboro Speedway, North Wilkesboro North Carolina   | Fred Lorenzen    | Marvin Panch      | Ford        | 3     | Rapport |
| 51      | 5 oktober    | Race 51                    | Tar Heel Speedway, Randleman, North Carolina                 | Fred Lorenzen    | Richard Petty     | Plymouth    | 2     |         |
| 52      | 13 oktober   | National 400               | Charlotte Motor Speedway, Charlotte, North Carolina          | Marvin Panch     | Junior Johnson    | Chevrolet   | 2     | Rapport |
| 53      | 20 oktober   | South Boston 400           | South Boston Speedway, South Boston, Virginia                | Jack Smith       | Richard Petty     | Plymouth    | 4     | Rapport |
| 54      | 27 oktober   | Race 54                    | Orange Speedway, Hillsborough, North Carolina                | Joe Weatherly    | Joe Weatherly     | Pontiac     | 1     |         |
| 55      | 3 november   | Golden State 400           | Riverside International Raceway i Riverside i Kalifornien    | Marvin Panch     | Darel Dieringer   | Mercury     | 3     | Rapport |
| Källor: |              |                            |                                                              |                  |                   |             |       |         |

## Slutställning
| Plats   | Förare           | Starter | Vinster | Top 5 | Top 10 | Pole | Ledda varv | Prispengar | Poäng | +\-    |
| ------- | ---------------- | ------- | ------- | ----- | ------ | ---- | ---------- | ---------- | ----- | ------ |
| 1       | Joe Weatherly    | 53      | 3       | 10    | 35     | 6    | 878        | $74 624    | 33398 |        |
| 2       | Richard Petty    | 54      | 14      | 30    | 39     | 8    | 2181       | $55 964    | 31170 | –2228  |
| 3       | Fred Lorenzen    | 29      | 6       | 21    | 23     | 8    | 2418       | $122 587   | 29684 | –3714  |
| 4       | Ned Jarrett      | 53      | 8       | 32    | 39     | 4    | 1897       | $45 843    | 27214 | –6184  |
| 5       | Fireball Roberts | 20      | 4       | 11    | 14     | 1    | 693        | $73 059    | 22642 | –10756 |
| 6       | Jimmy Pardue     | 52      | 1       | 7     | 20     | 1    | 74         | $20 538    | 22228 | –11170 |
| 7       | Darel Dieringer  | 20      | 1       | 7     | 15     | 0    | 84         | $29 725    | 21418 | –11980 |
| 8       | David Pearson    | 41      | 0       | 13    | 19     | 2    | 178        | $24 986    | 21156 | –12242 |
| 9       | Rex White        | 25      | 0       | 5     | 14     | 3    | 171        | $27 241    | 20976 | –12422 |
| 10      | Tiny Lund        | 22      | 1       | 12    | 5      | 0    | 127        | $49 396    | 19624 | –13774 |
| 11      | Buck Baker       | 47      | 1       | 17    | 30     | 0    | 74         | $18 616    | 18114 | –15284 |
| 12      | Junior Johnson   | 33      | 7       | 13    | 14     | 9    | 2535       | $67 351    | 17720 | –15678 |
| 13      | Marvin Panch     | 12      | 1       | 9     | 12     | 2    | 291        | $39 102    | 17156 | –16242 |
| 14      | Nelson Stacy     | 12      | 0       | 4     | 9      | 0    | 78         | $20 025    | 14974 | –18424 |
| 15      | Wendell Scott    | 47      | 0       | 1     | 15     | 0    | 0          | $10 966    | 14814 | –18584 |
| Källor: |                  |         |         |       |        |      |            |            |       |        |

- Notering: Endast de femton främsta förarna redovisas.